# گرگ دریا (فیلم ۱۹۳۰)
گرگ دریا (انگلیسی: The Sea Wolf)) یک فیلم ماجراجویی به کارگردانی آلفرد سانتل محصول سال ۱۹۳۰ کشور ایالات متحده آمریکا است. این فیلم براساس رمان گرگ دریا اثر جک لندن ساخته شده‌است.

## بازیگران
- میلتن سیلز در نقش 'Wolf' Larsen
- جین کیتلی در نقش Lorna Marsh
- ریموند هکت در نقش Allen Rand
- میچل هریس در نقش 'Death' Larsen
- نت پندلتن در نقش Smoke
- جان راجرز در نقش Mugridge
- هارولد کینی در نقش Leach
- سم آلن در نقش Neilson
- هری تنبروک در نقش Axel Johnson